# جیمی داوز
جیمی داوز (انگلیسی: Jimmy Daws; ۲۷ مهٔ ۱۸۹۸ – ژوئن ۱۹۸۵ (۸۷ ساله) بازیکن فوتبال اهل بریتانیا بود.
از باشگاه‌هایی که در آن بازی کرده‌است می‌توان به باشگاه فوتبال منزفیلد تاون، باشگاه فوتبال پول تاون، باشگاه فوتبال بریستول راورز، باشگاه فوتبال بیرمنگام سیتی، و باشگاه فوتبال نوتس کانتی اشاره‌کرد.